# دیو هیندمارچ
دیو هیندمارچ (انگلیسی: Dave Hindmarch؛ زادهٔ ۱۵ اکتبر ۱۹۵۸) بازیکن هاکی روی یخ اهل کانادا بود.
از باشگاه‌هایی که در آن بازی کرده‌است می‌توان به کلگری فلیمس اشاره کرد.